# En una vida
Tras su segundo puesto en la preselección de 2008, Coral regresó de vuelta y con "más fuerzas que nunca". Se trata de “En una vida”, una poderosa balada que lleva percusión R&B. 

## Anécdota del tema
“En Una Vida”, es un tema producido por el equipo hispano-sueco, formado por Thomas G:sson, Tony Sánchez-Olhsson y Andreas Rickstrand, quienes ya habían trabajado anteriormente con Coral en la canción “Todo Está En Tu Mente”.
Se tuvo la idea de presentar una balada por darle un giro diferente a lo que la cantante ya había presentado antes y que el público que la conocía hasta ese entonces, viera otro tipo de registro. Esta canción estuvo acompañada por el sonido de una gaita gallega, tocada por el maestro gaitero, Darío Nogueira. Parte de la cuerda instrumental que lleva la canción ha sido grabada en directo gracias al ingeniero de sonido María Martínez.El tema se grabó el 30 de noviembre de 2009. 
En la primera fase de la preselección española para Eurovisión 2010, Coral fue la candidata más votada en Internet. La cantante tiene claro qué cualidades hay que tener para ganar el festival: "Una buena canción, lo más importante, un intérprete que la sienta de verdad y sepa transmitir, una buena puesta en escena acorde a la canción, y sobre todo, mucha ilusión y ganas de conseguirlo".

## Estilo de la canción
La canción en si, es una balada autobiográfica, la cual habla de aquel amor que no se puede olvidar y con el cual se ha disfrutado de mágicos momentos. El tema comienza con un piano solo, que va marcando el ritmo de los compases. Con el paso de la canción se le van añadiendo los coros. Cuando llega el primer estrbillo, se le añaden unas cuerdas y es un timbal el que da comienzo al estribillo, acompañado por un platillo. 
Los coros al puro estilo gospel hacen que durante toda la canción haya un sonido lleno de sentimiento y espiritualidad. A mitad de canción, después del primer estribillo entra en la canción el sonido de una gaita que permanece de fondo del resto de la canción. Es con el sonido de la gaita con el cual los productores de la canción y Coral querían hacer un guiño al norte de España. Al mismo tiempo que se introduce el sonido de la gaita comienza un ritmo muy marcado al puro estilo R&B, con grandes bajos que hacen de la canción una impresionante balada épica.

## Gala Eurovisión: Destino Oslo 2010
En la Gala “Eurovisión 2010: Destino Oslo” presentada por Anne Igartiburu, Coral obtuvo un 2ª puesto, siendo ganador Daniel Diges y su tema “Algo Pequeñito”. Su posición en el concurso se envuelve en una gran disputa en la que acusa sin pruebas a RTVE de haber amañado las votaciones del público y el jurado, aún habiendo un notario. Este conflicto surge, en el momento en que Coral recibe del voto del público los 10 puntos en vez de la máxima, ya que ella era la favorita para representar a España por algunas páginas web de eurofans españoles, y de Europa. A lo largo de la historia, se ha demostrado, que estas opiniones no siempre coinciden con los resultados del festival.

## Lanzamiento de "En Una Vida"EP
Después de su participación en la Gala de Eurovisión y de la buena acogida que había tenido su sencillo En Una Vida, los compositores Thomas G:son, Tony Sánchez-Ohlsson y Andreas Rickstrand, decidieron lanzar un EP de este tema. Este el segundo EP de la cantante tras El Sabor De Lo Prohibido y fue lanzado el 9 de julio de 2010. Consta básicamente de 1 tema, acompañado de dos instrumentales, uno con coros y el otro sin coros, como regalo de la cantante para sus fans. 
Este EP estuvo a la venta en formato digital en los principales portales de descarga como Itunes o Amazon, y se mantiene disponible en plataformas de streaming como en Spotify.

## Lista de canciones

### En Una Vida (09/07/2010)
| N.º  | Título                                   | Letras             | Música                                                 | Duración |  |
| 1.   | «En una vida»                            | Andreas Rickstrand | Tony Sánchez-Ohlsson, Thomas G:son, Andreas Rickstrand | 3:02     |  |
| 2.   | «En una vida» (Karaoke)                  | Andreas Rickstrand | Tony Sánchez-Ohlsson, Thomas G:son, Andreas Rickstrand | 3:02     |  |
| 3.   | «En una vida» (Instrumental / Sin coros) | Andreas Rickstrand | Tony Sánchez-Ohlsson, Thomas G:son, Andreas Rickstrand | 3:02     |  |
| 9:06 |                                          |                    |                                                        |          |  |